# Glossoscolecidae
Glossoscolecidae zijn een familie van ongewervelde dieren die behoren tot de ringwormen (Annelida).

## Taxonomie
De volgende taxa zijn bij de familie ingedeeld:
- Geslacht Aicodrilus
- Geslacht Alexidrilus
  - Alexidrilus lourdesae Righi, 1971[1]
- Geslacht Amazo
- Geslacht Andiodrilus
  - Andiodrilus nonuya Feijoo & Celis, 2012[2]
- Geslacht Andiorrhinus Cognetti, 1908[3]

  - Andiorrhinus salvadori Cognetti, 1908[3]
  - Andiorrhinus (Amazonidrilus) Righi, 1993[4]
    - Andiorrhinus (Amazonidrilus) duseni (Michaelsen, 1918)
      - =[5] Rhinodrilus duseni Michaelsen, 1918[6]

    - Andiorrhinus (Amazonidrilus) gavi Righi & Araujo, 2000[7]
    - Andiorrhinus (Amazonidrilus) karinae Feijoo, Brown & James, 2017[8]
    - Andiorrhinus (Amazonidrilus) rodriguezi Feijoo, Brown & James, 2017[9]

  - Andiorrhinus (Andiorrhinus)
    - Andiorrhinus (Andiorrhinus) kuru A.G. Moreno & Paoletti, 2004[10]

  - Andiorrhinus (Meridrilus) Righi, 1993
    - Andiorrhinus (Meridrilus) kuika Righi, 1993
    - Andiorrhinus (Meridrilus) mukuci Righi, 1993
    - Andiorrhinus (Meridrilus) rimeda Righi & Araujo, 2000[7]
    - Andiorrhinus (Meridrilus) timotocuica Feijoo, Brown & James, 2017[11]
    - Andiorrhinus (Meridrilus) torondoy Feijoo, Brown & James, 2017[12]

  - Andiorrhinus (Quibario)
    - Andiorrhinus (Quibario) tatuy Feijoo, Brown & James, 2017[13]

  - Andiorrhinus (Turedrilus) Righi, 1993
    - Andiorrhinus (Turedrilus) duranti Feijoo, Brown & James, 2017[14]
    - Andiorrhinus (Turedrilus) yukuna Feijoo & Celis, 2012[15]
- Geslacht Andioscolex
- Geslacht Annadrilus
- Geslacht Anteoides
- Geslacht Anteus
- Geslacht Aptodrilus
- Geslacht Assudrilus
- Geslacht Atatina
- Geslacht Aymara
- Geslacht Biwadrilus Brinkhurst & Jamieson, 1971
  - Biwadrilus bathybates (Stephenson, 1917)[16]
    - = Criodrilus bathybates Stephenson, 1917
    - = Criodrilus miyashitai Nagase & Nomura, 1937
- Geslacht Botarodrilus
- Geslacht Bribri
- Geslacht Callidrilus
- Geslacht Chibui
- Geslacht Cirodrilus
- Geslacht Diachaeta
- Geslacht Diaguita
- Geslacht Digitibranchus
- Geslacht Drilocrius
- Geslacht Enantiodrilus
- Geslacht Estherella
- Geslacht Eudevoscolex
- Geslacht Eurydame
- Geslacht Fimoscolex
- Geslacht Geoscolex
- Geslacht Glossodrilus
- Geslacht Glossoscolex
- Geslacht Glyphidrilocrius
- Geslacht Goiascolex
- Geslacht Holoscolex
- Geslacht Inkadrilus
- Geslacht Langioscolex
- Geslacht Martiodrilus
- Geslacht Meroscolex
- Geslacht Mesoscolex
- Geslacht Nouraguesia
- Geslacht Onoreodrilus
- Geslacht Onychochaeta
- Geslacht Opisthodrilus
- Geslacht Periscolex Cognetti, 1905
  - Periscolex mirus Cognetti, 1905
  - Periscolex malibu Celis & Rangel, 2015[17]
- Geslacht Perolofius
- Geslacht Pontoscolex
- Geslacht Praedrilus
- Geslacht Pseudochibui
- Geslacht Quimbaya
- Geslacht Rhigiodrilus Zicsi, 1995[18]
  - Righiodrilus gurupi Hernandez-Garcia, Rousseau & James, 2017[19]
  - Righiodrilus viseuensis Bartz, Santos & James, 2017[20]
  - Righiodrilus moju Bartz, Santos & James, 2017[21]
  - Righiodrilus muinane Feijoo & Gil, 2010
  - Righiodrilus venancioi (Righi, 1982)
  - Righiodrilus dithecae (Righi, 1988)
  - Righiodrilus guahibo (Righi & Molina, 1994)
  - Righiodrilus sucunduris (Righi, Ayres & Bittencourt, 1976)
  - Righiodrilus amazonius (Zicsi & Csuzdi, 1999)
  - Righiodrilus uete (Righi, 1988)
  - Righiodrilus cigges (Righi, 1970)
  - Righiodrilus freitasi (Righi, 1971)
  - Righiodrilus aioca (Righi, 1975)
  - Righiodrilus tico (Righi, 1982)
    - = Glossodrilus tico Righi, 1982[22]

  - Righiodrilus andake Feijoo & Gil, 2010
  - Righiodrilus arapaco (Righi, 1982)
  - Righiodrilus oliveirae (Righi, 1982)
  - Righiodrilus mairaro (Righi, 1982)
  - Righiodrilus paolettii (Righi, 1984)
  - Righiodrilus lebrijae Celis & Rangel, 2015[23]
  - Righiodrilus ortonae (Righi, 1988)
  - Righiodrilus itajo (Righi, 1971)
  - Righiodrilus fontebonensis (Righi, 1988)
  - Righiodrilus inga Feijoo & Gil, 2010
  - Righiodrilus tocantinensis pola (Righi, 1984)
  - Righiodrilus tocantinensis tocantinensis (Righi, 1972)
  - Righiodrilus marcusae (Righi, 1969)
  - Righiodrilus schubarti (Righi et al., 1978)
  - Righiodrilus mucupois (Righi, 1970)
  - Righiodrilus tingus (Righi, 1971)
- Geslacht Rhinodrilus
- Geslacht Siphonogaster
- Geslacht Tairona
- Geslacht Thamnodriloides
- Geslacht Thamnodrilus
- Geslacht Titanus
- Geslacht Tonperege
- Geslacht Trichochaeta
- Geslacht Tuiba
- Geslacht Tykonus
- Geslacht Urobenus
- Geslacht Urochaeta